# 호반로 (진주 산청)
호반로(Hoban-ro) 경상남도 진주시 내동면 에서 산청군 단성면을 이어주는 도로이다.

## 주요 경유지
경상남도
- 진주시 (내동면 . 대평면) - 산청군 (단성면)

## 노선
| 이름       | 접속 노선            | 소재지 | 소재지 | 비고 |
| ---------- | -------------------- | ------ | ------ | ---- |
| (이름없음) | 내축로               | 진주시 | 내동면 |      |
| 진수대교   |                      | 진주시 | 내동면 |      |
|            | 대평면               | 진주시 |        |      |
| 내촌삼거리 | 금성로               | 진주시 |        |      |
| 당촌삼거리 | 원당길               | 진주시 |        |      |
| 사평사거리 | 호반로852번길 중전길 | 진주시 |        |      |
| 바느고개   |                      | 진주시 |        |      |
| 대평교     |                      | 진주시 |        |      |
| 대평삼거리 | 대평로               | 진주시 |        |      |
| 대관교     |                      | 진주시 |        |      |
|            | 산청군               | 단성면 |        |      |
| (이름없음) | 산청군               | 단성면 | 목화로 |      |